# Pedicellaster
Pedicellaster is een geslacht van zeesterren, en het typegeslacht van de familie Pedicellasteridae.

## Soorten
- Pedicellaster atratus Alcock, 1893
- Pedicellaster eximius Djakonov, 1949
- Pedicellaster hypernotius Sladen, 1889
- Pedicellaster indistinctus Djakonov, 1950
- Pedicellaster magister Fisher, 1923
- Pedicellaster orientalis Fisher, 1928
- Pedicellaster pourtalesi Perrier, 1881
- Pedicellaster typicus M. Sars, 1861